# Elymniopsis lise
Elymniopsis lise är en fjärilsart som beskrevs av Arthur Francis Hemming 1960. Elymniopsis lise ingår i släktet Elymniopsis och familjen praktfjärilar. Inga underarter finns listade i Catalogue of Life.